# Antanas Žmuidzinavičius
Antanas Žmuidzinavičius   (Seirijai, 19 d'octubre de 1876 (Julià) - Kaunas, 9 d'agost de 1966) va ser un famós pintor i col·leccionista d'art lituà. De vegades feia servir el sobrenom de Antanas Žemaitis ("Samogitian" - (traducció lliure del seu cognom al lituà).
Žmuidzinavičius va crear més de 2.000 obres d'art i és conegut sobretot pels seus paisatges, els quals creen una sensació d'enyorança. Va pintar retrats de personatges famosos, escenes de la vida quotidiana i també imatges religioses. La seva participació fou cabdal pel que fa al disseny de la bandera moderna de Lituània i també va crear una versió de l'escut de Lituània que va ser àmpliament utilitzada durant el període d'entreguerres. A més a més, la seva aportació va ser força important en la creació de segells de correus i bitllets de moneda lituana.

## Biografia
El 1894 Žmuidzinavičius es va graduar al Seminari de professors de Veiveriai. Des de 1899 va estudiar a diverses universitats europees -a París va ser deixeble del pintor català Hermen Anglada-Camarasa- i va donar posteriorment, conferències sobre Lituània. Juntament amb Mikalojus Konstantinas Čiurlionis i altres importants figures lituanes va organitzar la primera exhibició d'art lituà a Petras Vileišis. Entre 1926 i 1940 es va dedicar a ensenyar dibuix a Kaunas. Entre els seus més famosos quadres hi ha Gavo laišką (1904), Paskutiniai spinduliai (1908), Estijos peizažas (1929).
Antanas Žmuidzinavičius va morir el 1966 i va ser enterrat al Cementiri de Petrašiūnai, a Kaunas. El Museu Žmuidzinavičius es va ubicar al que va ser casa seva.